# Zijderveld
Zijderveld est un village situé dans la commune néerlandaise de Vijfheerenlanden, dans la province d'Utrecht. Le 31 décembre 2007, le village comptait 796 habitants.